# Сражение при Стормберге
Сражение при Стормберге (англ. The Battle of Stormberg) — первое поражение британской армии во время так называемой «Черной недели» во Второй Англо-Бурской войне.

## Предыстория
Когда Англия разрабатывала план войны против бурских республик, то предполагалось, что 3-я дивизия под командованием генерал-лейтенанта Вильяма Форбса Гатакра будет защищать территорию, известную, как Кейп-Мидлендс, к югу от Оранжевой республики. Она должна была готовиться к наступлению вдоль железной дороги Кейптаун-Блюмфонтейн. Однако несколько отрядов пришлось перебросить в Наталь, что ослабило силы Гатакра. Между тем отряды буров из Оранжевой Республики захватили важный железнодорожный узел Стормберг.
Гатакр узнал о потере Стормберга 8 декабря, когда находился в Грааф-Рейнет. Он решил немедленно предпринять контратаку и отбить позицию. Отряд в 3000 человек был переброшен в Молтено — ближайшую к Стормбергу железнодорожную станцию — и ночью направился для атаки холма Киссиберг, высоты, которая господствовала над позициями буров. Отряд состоял из 2-го батальона Королевских нортумберлендских фузилёров (960 чел. + 1 Пулемёт Максима), 2-го батальона королевских ирландский стрелков (840 чел. + 1 Пулемёт Максима) 74-й и 77-й батарей королевской полевой артиллерии и 250-ти человек пехоты, собранных из других батальонов. Другие подразделения (включая 1-й батальон и королевский беркширский полк) не прибыли к месту боя из-за проблем с телеграфом.
Времени на разведку не было, и приготовления были поспешными. Рано утром 9 декабря британские части торопливо погрузились на поезд, но затем потеряли четыре часа на поиски локомотива. Они уже были измотаны к моменту прибытия в Молтено, затем пропали местные проводники и отряд блуждал по округе всю ночь.

Люди устали как собаки, за долгим днем работы последовала долгая ночь марша, и они с трудом брели через мрак. Земля была неровной и каменистой. Усталые солдаты постоянно спотыкались. Взошло солнце и осветило колонну, все ещё марширующую в поисках своего объекта, и яростного генерала, идущего впереди с лошадью под уздцы. Было ясно, что его план провалился, однако энергичность и сила его характера не позволяли ему повернуть обратно, не нанеся удара. Какое бы уважение ни вызывала его энергия, нельзя не прийти в ужас от диспозиции.
— Конан Дойл А. Англо-Бурская война (1899–1902). — М.: Эксмо, 2004.

## Сражение
Когда рассвело, британцы увидели, наконец, Киссиберг. Небольшой отряд бурского ополчения открыл огонь из единственного 75-миллиметрового орудия Круппа, которым командовал сержант Хендрик Мюллер. Британцам было достаточно обойти вокруг холма, чтобы заставить противника отступить, но пехота внезапно бросилась на штурм холма. Однако, оказалось, что холм представляет собой так называемый «копье» или «останец», и со всех сторон окружен скальными обрывами, которые пехота не могла одолеть. Несколько солдат сумели взобраться на холм, но сразу же попали под огонь своей артиллерии.
Командир нортумберлендских фузилёров отдал приказ об отступлении. Войска отступали в беспорядке, многие остались на склоне холма и впоследствии попали в плен. Гатакр приказал отступать к Молтено. Бурская кавалерия провела несколько атак с флангов. Отступая, британцы потеряли два 15-ти фунтовых орудия и много солдат.

Грустно говорить, но это единственный случай за всю кампанию, когда многочисленные просчеты привели к деморализации войск. Гвардейцы, марширующие на поле боя у Магерсфонтейна, будто они находятся в Гайд-Парке, или солдаты, досадующие у Николсонс-Нека о том, что их не повели в последний безнадежный бой, даже в поражении являют урок воинской доблести. Но здесь огромные физические нагрузки и долгое время без сна лишили солдат боевого духа. Засыпая, они падали на обочине дороги, и измученным офицерам приходилось их будить. Многих, совсем сонных, взяли в плен буры, которые шли за нашей колонной. Части рассыпались на маленькие беспорядочные отряды, и в десять часов в Молтено, еле передвигая ноги, вошло жалкое и потрепанное войско. Почетную задачу замыкать колонну всю дорогу выполняли ирландские пехотинцы, которые до конца сохраняли некоторый боевой порядок.
— Конан Дойл А. Англо-Бурская война (1899–1902). — М.: Эксмо, 2004.

## Последствия
Буры не успели вовремя воспользоваться разгромом Гатакра. Когда они попытались это сделать, подошли британские подкрепления и спасли положение.
Главнокомандующий Редверс Буллер списал разгром на неудачу и предательство проводников, но солдаты и офицеры винили во всем лично Гатакра. Все знали, что он любит изматывать солдат тяжёлыми маршами и бесполезной деятельностью. Гатакра оставили командиром 3-й дивизии, но уже мало доверяли ему, а после неудачи под Реддерсбергом 3 апреля 1900 года, когда попало в плен множество ирландских стрелков, его вообще отстранили от командования.

## Дальнейшее чтение
- Конан Дойл А. Англо-Бурская война (1899–1902). — М.: Эксмо, 2004.
- Rayne Kruger. Goodbye Dolly Grey: Story of the Boer War. — New English Library, 1964. — ISBN 0-7126-6285-5.
- Pakenham, Thomas. The Boer War. — Cardinal. — P. 395. — ISBN 0-7474-0976-5.